# Idioma baekje
La llengua de l'antic regne de Baekje (18 aC – 660 dC), un dels Tres Regnes de Corea, de forma escassa està documentada, de fet, no se sap amb exactitud si el material que es té sigui del mateix idioma. D'ençà que Baekje fou establit per immigrants de Goguryeo (el Buyeo-Baekje / Puyo-Paekche), es teoritza que parlaven l'idioma de Goguryeo, i diverses paraules registrades donen suport a aquesta idea, no obstant, encara que fos veritat, es desconeix quin idioma parlaven els indígenes samhan (han-baekje), o si el material que es té pugui ser una mescla de goguryeo i samhan. La confederació Gaya, no obstant, va ser fundada per una de les tribus samhan, així que és possible que l'antic idioma baekje estigués relacionat amb el de gaya. Basant-se en evidències toponímiques, pot ser que Buyeo-Baekje estigués relacionat llavors amb el coreà i el Xinès Han.